# Strobilanthes euantha
Strobilanthes euantha är en akantusväxtart som beskrevs av John Richard Ironside Wood. Strobilanthes euantha ingår i släktet Strobilanthes och familjen akantusväxter. Inga underarter finns listade i Catalogue of Life.